# Lethrinus genivittatus
Lethrinus genivittatus är en fiskart som beskrevs av Valenciennes, 1830. Lethrinus genivittatus ingår i släktet Lethrinus och familjen Lethrinidae. IUCN kategoriserar arten globalt som livskraftig. Inga underarter finns listade i Catalogue of Life.